# Papežská komise pro posvátnou archeologii
Papežská komise pro archeologii (latinsky Pontificium consilium archaeologiae sacrae; italsky Pontificia commissione di archeologia sacra) je orgánem římské kurie, který založil v 1852 papež Pius IX. za účelem podpory a řízení archeologických výzkumů a památkové péče v římských katakombách a na dalších místech raného křesťanství. 
Komise koordinuje činnost Papežské římské archeologické akademie i Papežského institutu křesťanské archeologie.

## Historie
Vznik papežské komise pro archeologii inicioval římský archeolog Giovanni Battista de Rossi, který se věnoval zejména výzkumům křesťanských katakomb, čímž položil základy církevní archeologie. Na základě porovnávání písemných pramenů a archeologických nálezů objevil mnoho hrobů římských mučedníků a ve spolupráci s dalšími badateli obnovoval jejich kult. Mezi hlavní de Rossiho objevy patří nejstarší část katakomb sv. Kalixta, kde identifikoval a kryptu sv. Cecilie. 
Papež Pius IX. se podle jeho návrhu rozhodl vytvořit komisi pro zajištění organizace výzkumů, obnovy a ochrany raně křesťanských pohřebišť přímo v Římě i na předměstích. Toto rozhodnutí podnítil zejména nově objevený komplexu katakomb sv. Kalixta, kde byla mimo jiné identifikována krypta papežů ze 3. století. Formálně byla komise ustanovena 6. ledna 1852. Rozsáhlé výzkumy vedly nejen k objevům a zpřístupnění katakomb, ale v roce 1854 i k vytvoření muzea Pio Cristiano, které je v současnosti součástí Vatikánských muzeí.
Dne 11. prosince 1925 papež Pius XI. udělil komisi titul „papežská“ a současně založil Papežský institut křesťanské archeologie, který ve spolupráci s komisí nabízí doktorský studijní program v oboru křesťanské archeologie. Díky Lateránským smlouvám z roku 1929 převzala papežská komise dohled nad veškerými katakombami na území Itálie. Od té doby řídí výzkumné a konzervační práce, reguluje pravidla přístupu pro odborníky i  veřejnost a určuje, ve kterých katakombách lze sloužit liturgii.
Činnost komise nebyla přerušena dokonce ani za 2. světové války a krátce po ní, kdy práce pokračovaly pod vedením Antonia Ferrua S.J. S minimálními finančními prostředky bylo zdokumentováno více než 140 raně křesťanských pohřebišť po celé Itálii. To mělo dopad na poznání raně křesťanské architektonické struktury v Itálii.  
Po roce 2000 byla komise zmodernizována, aby bylo možné lépe poznat a pochopit fenomén katakomb. Modernizace se týkala archeologických výzkumů i památkové péče, a to nejen po technické, ale i dokumentační a provozní stránce.

## Činnost
Kromě organizace konferencí a vydávání početných publikací pořádá instituce od roku 2018 každoroční Den katakomb, který umožňuje prohlídku nejvýznamnějších památek se speciálním programem.
Od roku 1924 vydává komise ve spolupráci s Papežským institutem křesťanské archeologie sborník Rivista di Archeologia Cristiana.
Komise také udržuje rozsáhlý archiv fotografií a jiné dokumentace katakomb. Tento archiv je bezplatně zpřístupněn na internetu.

## Seznam prezidentů
- Kardinál Basilio Pompilj (1925–1931)
- Kardinál Francesco Marchetti Selvaggiani (1931–1951)
- Kardinál Clemente Micara (1951–1965)
- Kardinál Luigi Traglia (1965–1967)
- Kardinál Angelo Dell'Acqua (1967–1969)
- Arcibiskup Gennaro Verolino (1969–1986)
- Arcibiskup Mario Schierano (1987–1990)
- Kardinál Francesco Marchisano (1991–2004)
- Arcibiskup Mauro Piacenza (2004–2007)
- Kardinál Gianfranco Ravasi (2007–2022)
- Monsignore Pasquale Iacobone (od 2022)

## Seznam sekretářů
- Monsignore Carlo Respighi (1917–1947)
- Kněz Antonio Ferrua, S.J. (1947–1971)
- Kněz Umberto M. Fasola (1971–1989)
- Kněz Carlo Carletti (1989–1992)
- Kněz Antonio Baruffa, S.D.B. (1992–1993)
- Profesor Fabrizio Bisconti (1993–2009)
- Monsignore Giovanni Carrù (2009–2017)
- Monsignore Pasquale Iacobone (2017–2022)
- Doktorka Raffaella Giuliani (od 2022)[11]